# Așchileu Mic, Cluj
Așchileu Mic (în maghiară Kisesküllö, în germană Klein-Schwalbendorf) este un sat în comuna Așchileu din județul Cluj, Transilvania, România.

## Localizare
Localitatea Așchileu Mic este așezată în partea de nord a județului Cluj, la limita cu județul Sălaj.
Din punct de vedere geografic se află pe paralela 46° și 58′ și pe meridianul 23° și 33′. Așchileu Mic face parte din zona deluroasă a Podișului Someșan, la o altitudine de 400 – 500 metri, a cărui dealuri sunt acoperite cu păduri de fag și stejar.
Așchileu Mic se mărginește la est cu localitatea Așchileu Mare, la vest cu localitatea Ugruțiu, comuna Dragu, județul Sălaj, la nord cu localitatea Adalin, județul Sălaj iar la sud cu localitățile Berindu și Topa Mică, județul Cluj.
Din punct de vedere administrativ, Așchileu Mic aparține comunei Așchileu, care mai are în componența sa localitățile Așchileu Mare, Fodora, Cristorel și Dorna.
Față de reședința de județ, municipiul Cluj-Napoca, se află la o distanță de 38 de kilometri pe drumul județean DJ 109, ce face legătura între municipiul Cluj-Napoca și orașul Jibou, județul Sălaj.

## Flora și fauna
Flora din zonă este caracteristică zonei de deal, cu păduri de foioase. Arborii predominanți sunt cei de esență tare, din familia stejarului, gorun, cer, carpen, fag, frasin; precum și plantații de pin și molid. La mijlocul secolului trecut exista și o pădure de mesteceni. Arbuștii sunt reprezentați de măceș, murul, porumbarul, socul. Din vegetația spontană fac parte: margaretele, chiminul, mușețelul, sunătoarea, coada șoricelului, traista ciobanului, nalba, păpădia, sânzienele, ștevia, potbalul, cicoarea etc.
Fauna este specifică zonei de deal, acoperide de pajiști și păduri. Din animalele întâlnite sunt: vulpea, mistrețul, lupul,viezurele, căprioara, iepurele, șoarecele de câmp, fazanul, potârnichea, privighetoarea, pupăza, mierla, cucul, coțofana (sarca), graurul, gaița, găioara, codobatura, bufnița, uliul și multe altele.

## Căile de comunicații
Drumul Județean 109 străbate vatra satului de la est la vest pe o distanță de 4 kilometri. Este un drum care face legătura între județul Cluj și județul Sălaj.

## Prima atestare

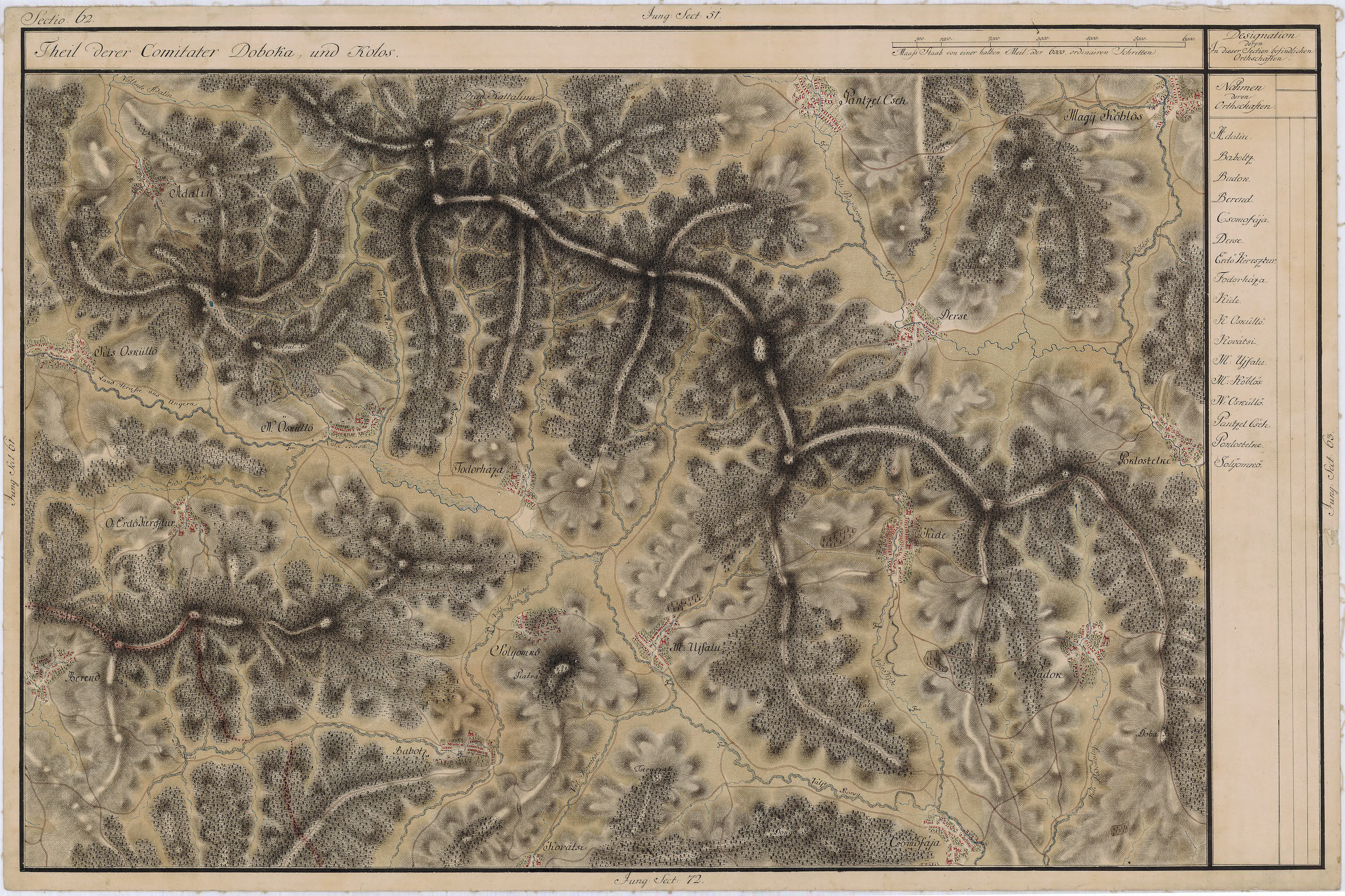
Așchileu Mic pe Harta Iosefină a Transilvaniei, 1769-1773

Prima atestare documentară a localității este din secolul al XIII-lea, prin mențiunea în lucrarea Gesta Hungarorum, capitolele XXIV – XXVII din Scriptores Rerum Hungaricorum, Faptele Ungurilor, întocmită de Anonymus notarul regelui Bella al III-lea al Ungariei. Cronica lui Anonymus prezintă evenimentele din secolul al X-lea, când comunitatea de pe teritoriul de astăzi ai localității împreună cu oastea lui Gelu au acceptat să se supună lui Tuhutum și să-l recunoască drept conducător. Această înțelegere a fost consfințită printr-un jurământ, iar locul în care a fost depus s-a numit locul jurământului, în limba maghiară Esculeu (Așchileu).

## Denumirea localității
În 1320, localitatea apare sub numele de Kyuseskuleu. Din acest document reiese că exista o singură localitate care purta acest nume. Mai târziu, comunitatea respectivă s-a despărțit întemeind cele două localități: Așchileu Mic și Așchileu Mare.
În 1331-1333, în registrele de impozite ale Capitolului de la Alba-Iulia, apare cu numele de Eskeleu.
În documentele din 1587-1589 apare sub numele de Kis Eskeoleo și Eoskeoleo.
În 1733, la conscripția efectuată de episcopul unit Ioan Inochentie Micu-Klein denumirea localității este ortografiată Astyleu.
În biserica veche se păstrează o icoană pe lemn numită Deisis, având o inscripție în litere chirilice, însemnând anul 1747 iar localitatea Ascileu.
În anul 1806, din inscripția ce se află în Sfântul Altar al bisericii vechi, pe peretele de răsărit, apare numele satului Așcileu. Tot în biserica veche, pe spatele chivotului de pe Sfânta Masă, apare anul 1843 și numele satului Kis Esküllő.
După aceste date, localitatea apare sub diferite grafii: Felso Eskulo (Așchileu de Sus), Eskille Mik, Așchileu Mic.
Numele de Așchileu Mic apare pentru prima dată abia în 1854.
Prin legea nr. 4/1896, pentru maghiarizarea numelor comunelor și localităților inițiată de guvernul contelui Bánffi, numele localității este schimbat în Kisesküllö.
După înfăptuirea României Mari, prin actul de la 1 decembrie 1918, satul va apărea sub numele de Așchileu Mic.
După ocuparea Ardealului de Nord de trupele hortiste, în urma Dictatului de la Viena din 30 august 1940, localitatea revine la denumirea purtată în ultimii ani de existență a Imperiului Austro-Ungar, Kisesküllő.
Din 1944 până astăzi numele localității este Așchileu Mic.

## Lăcașuri de cult
În satul Așchileu Mic se găsesc biserica din lemn Sf. Arhangheli Mihail și Gavriil construită, probabil, între 1762-1767, monument de arhitectură, cu valoroase sculpturi în lemn dar mai ales icoane pictate pe lemn în secolele XVIII-XIX, o biserică reformată ctitorită în anul 1899 și o biserică ortodoxă cu hramul Adormirea Maicii Domnului, ctitorită între anii 1990 - 1997.

## Recensăminte
|          | 1850 | 1900 | 1930 | 1966 | 1977 | 1992 | 2002 |
| -------- | ---- | ---- | ---- | ---- | ---- | ---- | ---- |
| Români   | 665  | 537  |      | 620  | 513  | 345  | 280  |
| Maghiari | 44   | 91   |      | 66   | 61   | 43   | 27   |
| Țigani   | 9    |      |      |      | 35   |      | 101  |
| Evrei    | 12   | 11   |      |      |      |      |      |
| Total    | 730  | 639  | 776  | 686  | 609  | 388  | 408  |

## Galerie de imagini

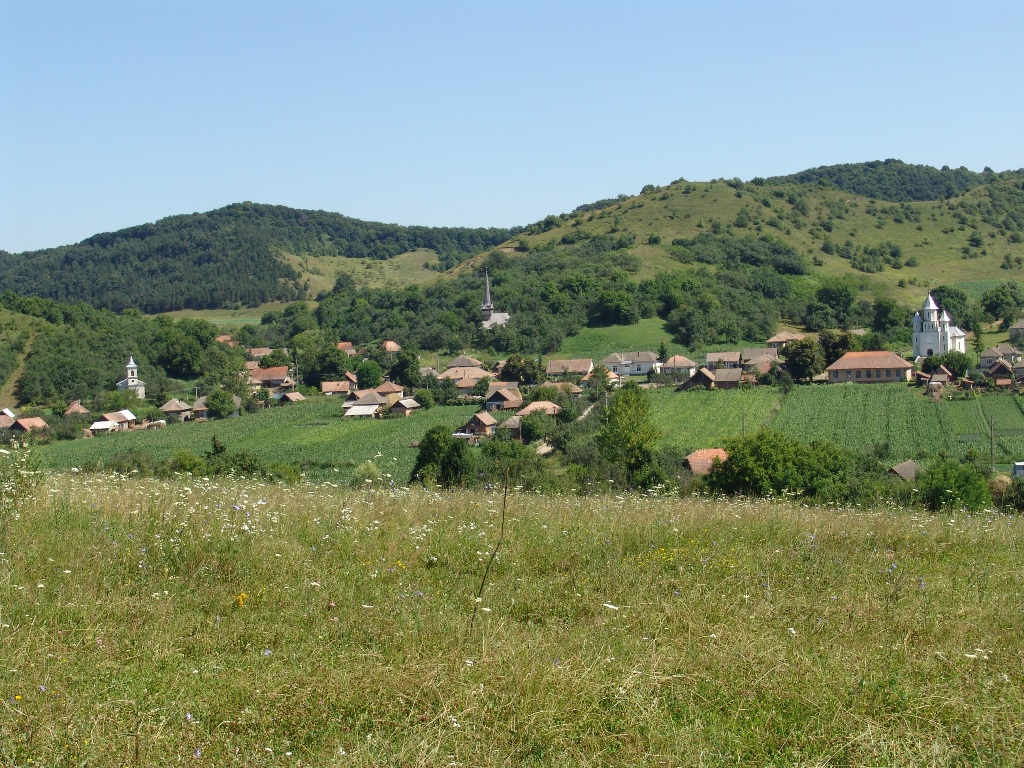
Vedere centrala
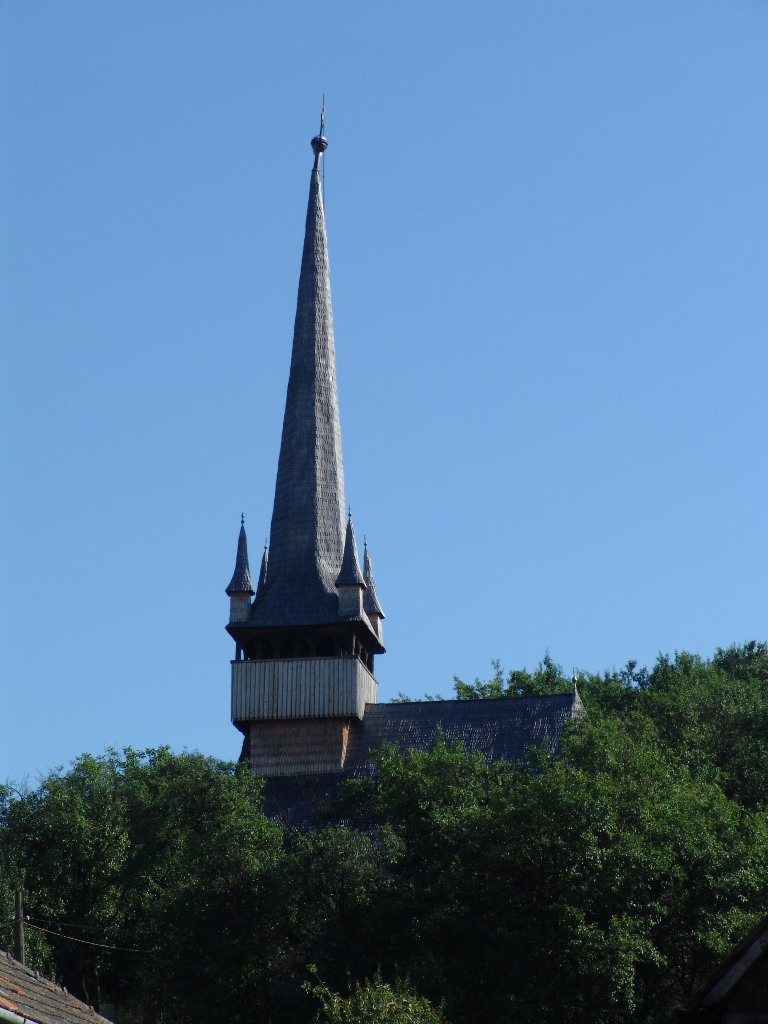
Biserica de lemn, monument istoric
Biserica Ortodoxă
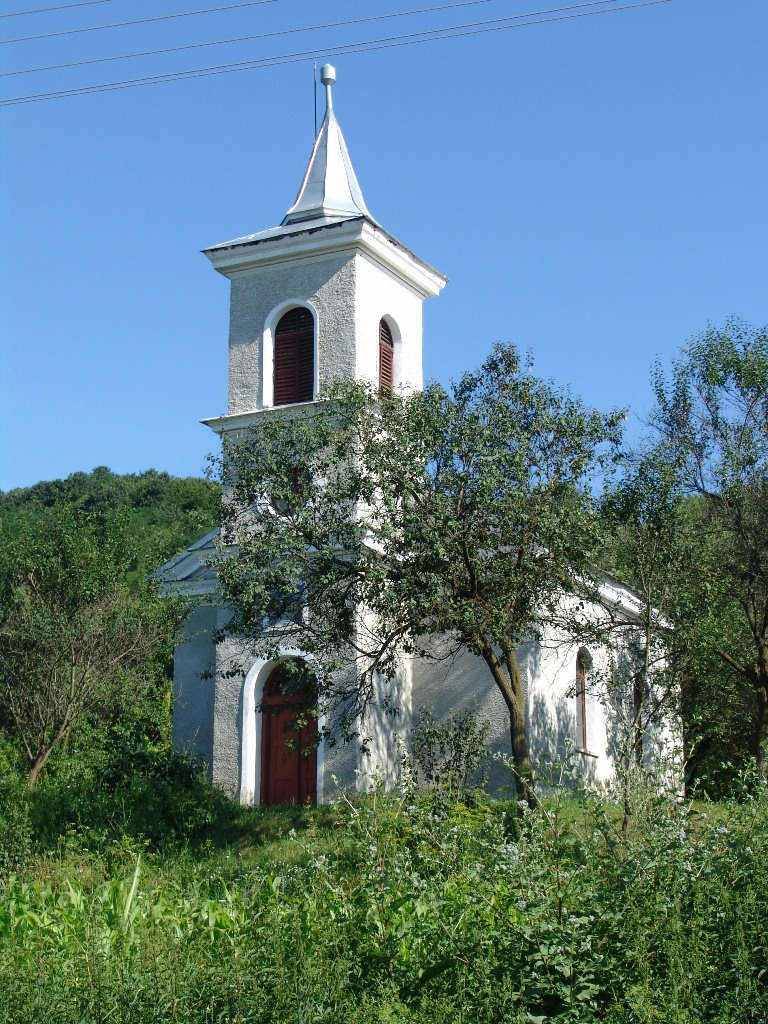
Biserica reformată
Biserica ortodoxă-panoramă
Casa parohială
Centrul satului
Partea de vest (de sus) a satului
Partea de sus a satului
Fosta școală confesională
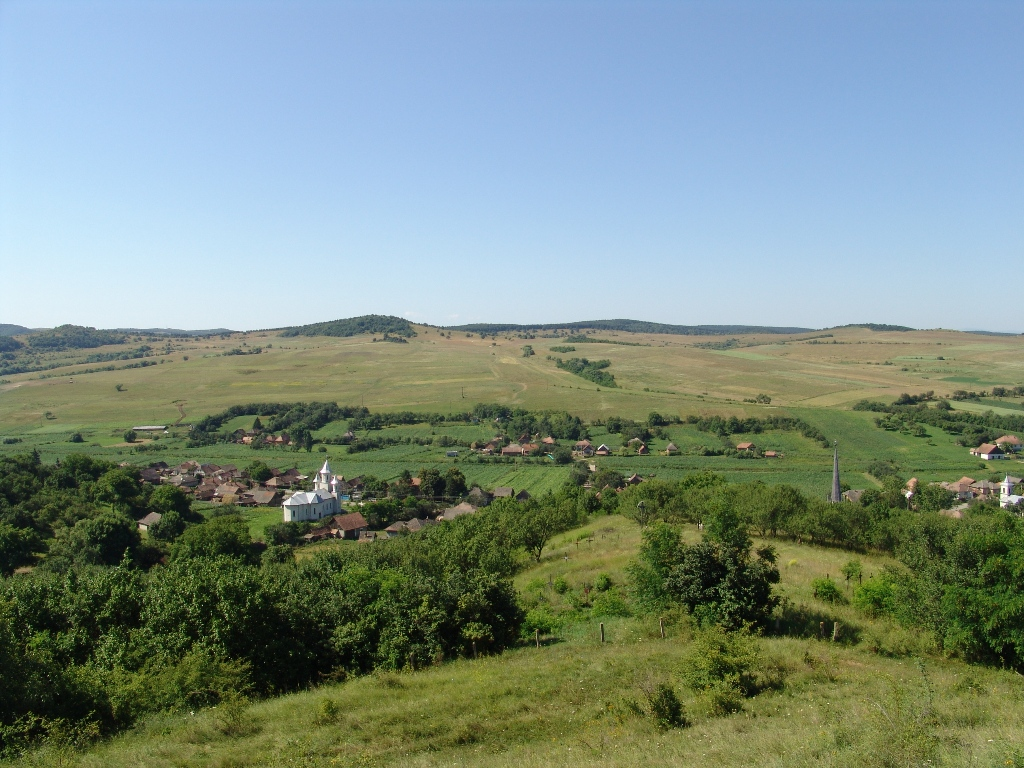
Vedere generală
Poarta maramureșeană-detaliu

## Legături externe
Materiale media legate de Așchileu Mic la Wikimedia Commons